# Danny Cruz
Danny Cruz, né le 3 janvier 1990 à Petersburg en Virginie, est un joueur américain de soccer. Durant sa carrière de joueur, il évolue de milieu offensif, d'abord en Major League Soccer avant de passer une saison en première division norvégienne puis de revenir aux États-Unis et signer avec différents clubs de ligues inférieures. Il se reconvertit ensuite comme entraîneur et dirige actuellement Louisville City en USL Championship.

## Biographie

### Jeunesse et formation
Danny Cruz rejoint l'Université du Nevada à Las Vegas et l'équipe de soccer des Rebels en NCAA. En plus des compétitions universitaires, il joue régulièrement en championnat amateur avec le Menace de Des Moines en Premier Development League.

### Premières saisons professionnelles en MLS
Il anticipe son passage en professionnel et signe un contrat Génération Adidas avec la Major League Soccer. Il est alors repêché au 41e choix de la MLS SuperDraft 2009 par le Dynamo de Houston.
Le 16 août 2012, il est échangé au Union de Philadelphie contre le Colombien Lionard Pajoy (en).

### Reconversion comme entraîneur
Alors qu'il est entraîneur-adjoint à Louisville City, il est désigné entraîneur par intérim le 27 avril 2021 à la suite du départ de John Hackworth. Le 11 octobre suivant, après avoir mené l'équipe tout au long de la saison régulière, il est confirmé dans son rôle et signe un contrat de plusieurs années.

## Palmarès
Dynamo de Houston
- Finaliste de la Coupe MLS en 2011

 Union de Philadelphie
- Finaliste de la Coupe des États-Unis en 2014

 Real Monarchs
- Champion de USL (saison régulière) en 2017